# Adris okurai
Adris okurai är en fjärilsart som beskrevs av Okano 1964. Adris okurai ingår i släktet Adris och familjen nattflyn. Inga underarter finns listade i Catalogue of Life.